# Pornóapáti-patak
A Pornóapáti-patak az Alpokalja területén, Pornóapáti településtől északra, Felsőcsatár külterületi részén ered, Vas vármegyében. A patak forrásától kezdve előbb délkeletnek, majd déli-délnyugati irányban halad, végül Pornóapátinál éri el az Pinkát. Felsőcsatárt követően Vaskeresztes, Horvátlövő településektől keltre halad el.

## Part menti települések
- Felsőcsatár
- Vaskeresztes
- Horvátlövő
- Pornóapáti